# Clepsis altitudinarius
Clepsis altitudinarius es una especie de polilla del género Clepsis, categorizada en la tribu Archipini, de la subfamilia Tortricinae.

## Distribución
Se distribuye por Rusia.

## Taxonomía
Fue descrita por Filipjev en 1962 y publicada en (Tortrix), Trud Zool. Inst. Akad. Nauk SSSR 30: 369.